# Liste der Gemeinden im Landkreis Bad Tölz-Wolfratshausen

Karte des Landkreises Bad Tölz-Wolfratshausen

Die Liste der Gemeinden im Landkreis Bad Tölz-Wolfratshausen gibt einen Überblick über die 21 kleinsten Verwaltungseinheiten des Landkreises. Drei der Gemeinden sind Städte. Geretsried ist eine Mittelstadt, die beiden anderen, Bad Tölz und Wolfratshausen, sind Kleinstädte.
In seiner heutigen Form entstand der Landkreis Bad Tölz-Wolfratshausen im Zuge der im Jahr 1972 durchgeführten bayerischen Gebietsreform. Der Landkreis wurde aus dem Landkreis Bad Tölz, dem Großteil des Landkreises Wolfratshausen und einer Gemeinde des Landkreises Weilheim i.OB. gebildet. Die heutige Gemeindegliederung war im Jahr 1979 abgeschlossen. Bei den Gemeinden ist vermerkt, zu welchem Landkreis der Hauptort der Gemeinde vor der Gebietsreform gehörte. Bei den Teilorten der Gemeinden ist das Jahr vermerkt, in dem diese der Gemeinde beitraten. Bei den Teilorten, die vor der Gebietsreform zu einem anderen Landkreis gehörten als der Hauptort der heutigen Gemeinde, ist auch dieses vermerkt.

## Beschreibung
Weiter gegliedert werden kann der Landkreis in drei Verwaltungsgemeinschaften (VG):
- VG Benediktbeuern: mit den Gemeinden Benediktbeuern und Bichl;
- VG Kochel a.See: mit den Gemeinden Kochel a.See und Schlehdorf;
- VG Reichersbeuern: mit den Gemeinden Reichersbeuern, Greiling und Sachsenkam;

Die Städte Bad Tölz, Geretsried und Wolfratshausen sind wie die Gemeinden Bad Heilbrunn, Dietramszell, Egling, Eurasburg, Gaißach, Icking, Jachenau, Königsdorf, Lenggries, Münsing und Wackersberg nicht Mitglied einer Verwaltungsgemeinschaft.
Der Landkreis hat eine Gesamtfläche von 1.110,67 km2. Die von der Fläche her größten Gemeinden des Landkreises sind Lenggries mit 242,88 km2, Jachenau mit 128,93 km2 und Dietramszell mit 96,78 km2. Jeweils eine Gemeinde hat eine Fläche, die größer ist als 80 km2, 70 km2, 60 km2 beziehungsweise 50 km2. Drei Gemeinden haben eine Fläche von über 40 km2, weitere drei sind über 30 km2 groß, darunter die Stadt Bad Tölz. Zwei Gemeinden sind über 20 km2 groß, darunter die Stadt Geretsried, vier Gemeinden sind über 10 km2 groß und zwei Gemeinden sind kleiner als 10 km2. Die kleinsten Flächen haben die Gemeinde Bichl mit 13,92 km2, die Stadt Wolfratshausen mit 9,13 km2 und die Gemeinde Greiling mit 7,65 km2. Die gemeindefreien Gebiete haben eine Größe von 7,99 km2.
Den größten Anteil an der Bevölkerung des Landkreises von 130.182 Einwohnern haben die Städte Geretsried mit 25.863 Einwohnern, Wolfratshausen mit 19.499 Einwohnern und Bad Tölz mit 19.360 Einwohnern, gefolgt von der Gemeinde Lenggries mit 10.143 Einwohnern. Zwei Gemeinden haben über 5.000 Einwohner, drei über 4.000, jeweils vier über 3.000 beziehungsweise 2.000. Drei Gemeinden haben über und eine unter 1.000 Einwohner. Die drei von der Einwohnerzahl her kleinsten Gemeinden sind Sachsenkam mit 1315 Einwohnern, Schlehdorf mit 1319 und Jachenau mit 787 Einwohnern.
Der gesamte Landkreis Bad Tölz-Wolfratshausen hat eine Bevölkerungsdichte von 117 Einwohnern pro km2. Die größte Bevölkerungsdichte innerhalb des Kreises haben die Städte Wolfratshausen mit 2136 Einwohnern pro km2, Geretsried mit 1049 und Bad Tölz mit 629, gefolgt von der Gemeinde Icking mit 220. Vier Gemeinden haben eine Bevölkerungsdichte von über 100. In drei dieser vier Gemeinden ist die Bevölkerungsdichte höher als der Landkreisdurchschnitt von 117, in einer geringer. Zehn der restlichen Gemeinden haben eine Bevölkerungsdichte zwischen 50 und 100. In den drei am dünnsten besiedelten Gemeinden liegt die Bevölkerungsdichte unter 50 Einwohner pro km2, das sind Schlehdorf mit 52, Lenggries mit 42 und Jachenau mit 6 Einwohnern pro km2.

## Legende
- Gemeinde: Name der Gemeinde beziehungsweise Stadt und Angabe, zu welchem Landkreis der namensgebende Ort der Gemeinde vor der Gebietsreform gehörte
- Teilorte: Aufgezählt werden die ehemals selbständigen Gemeinden der Verwaltungseinheit. Dazu ist das Jahr der Eingemeindung angegeben. Bei den Teilorten, die vor der Gebietsreform zu einem anderen Landkreis gehörten als der Hauptort der heutigen Gemeinde, ist auch dieses vermerkt.
- VG: Zeigt die Zugehörigkeit zu einer der Verwaltungsgemeinschaften
- Wappen: Wappen der Gemeinde beziehungsweise Stadt
- Karte: Zeigt die Lage der Gemeinde beziehungsweise Stadt im Landkreis
- Fläche: Fläche der Stadt beziehungsweise Gemeinde, angegeben in Quadratkilometer
- Einwohner: Zahl der Menschen, die in der Gemeinde beziehungsweise Stadt leben (Stand: 31. Dezember 2023[1])
- EW-Dichte: Angegeben ist die Einwohnerdichte, gerechnet auf die Fläche der Verwaltungseinheit, angegeben in Einwohner pro km2 (Stand: 31. Dezember 2023[2])
- Höhe: Höhe der namensgebenden Ortschaft beziehungsweise Stadt in Meter über Normalnull[3]
- Bild: Bild aus der jeweiligen Gemeinde beziehungsweise Stadt

## Gemeinden
| Gemeinde                                                                            | Teilorte | VG                | Wappen                                         | Karte | Fläche   | Einwohner | EW- Dichte | Höhe | Bild |
| ----------------------------------------------------------------------------------- | --- | ----------------- | ---------------------------------------------- | --- | -------- | --------- | ---------- | ---- | --- |
| Landkreis Bad Tölz-Wolfratshausen                                                   | |                   | Wappen des Landkreises Bad Tölz-Wolfratshausen | Lage des Landkreises Bad Tölz-Wolfratshausen in Bayern | 1.110,67 | 129.511   | 117        |      | Das Walchenseekraftwerk, eines der größten und ältesten (Inbetriebnahme 1924) Pumpspeicherkraftwerke Deutschlands · Walchenseekraftwerk Maschinenraum  |
| Bad Heilbrunn (gehörte vor der Gebietsreform zum Landkreis Bad Tölz)                | Bad Heilbrunn Oberbuchen (1978)                                                                             |                   | Wappen der Gemeinde Bad Heilbrunn              | Lage der Gemeinde Bad Heilbrunn im Landkreis Bad Tölz-Wolfratshausen | 40,32    | 4.048     | 100        | 682  | Kirche von Bad Heilbrunn |
| Bad Tölz (Stadt) (gehörte vor der Gebietsreform zum Landkreis Bad Tölz)             | Bad Tölz Kirchbichl                                                                                         |                   | Wappen der Stadt Bad Tölz                      | Lage der Stadt Bad Tölz im Landkreis Bad Tölz-Wolfratshausen | 30,8     | 19.186    | 629        | 657  | Marktstraße in Bad Tölz · Heilig-Kreuz-Kirche auf dem Kalvarienberg                                                                                    |
| Benediktbeuern (gehörte vor der Gebietsreform zum Landkreis Bad Tölz)               | Benediktbeuern                                                                                              | VG Benediktbeuern | Wappen der Gemeinde Benediktbeuern             | Lage der Gemeinde Benediktbeuern im Landkreis Bad Tölz-Wolfratshausen | 37,86    | 3.736     | 99         | 631  | Kloster Benediktbeuern |
| Bichl (gehörte vor der Gebietsreform zum Landkreis Bad Tölz)                        | Bichl | VG Benediktbeuern | Wappen der Gemeinde Bichl                      | Lage der Gemeinde Bichl im Landkreis Bad Tölz-Wolfratshausen | 13,92    | 2.360     | 170        | 623  | Bichl |
| Dietramszell (gehörte vor der Gebietsreform zum Landkreis Wolfratshausen)           | Dietramszell Ascholding (1972) Baiernrain (1972) Föggenbeuern (1972) Linden (1972) Manhartshofen (1972)     |                   | Wappen der Gemeinde Dietramszell               | Lage der Gemeinde Dietramszell im Landkreis Bad Tölz-Wolfratshausen | 96,78    | 5.737     | 59         | 684  | Waldweiher südöstlich von Dietramszell; im Hintergrund der Turm der Klosterkirche Dietramszell                                                         |
| Egling (gehörte vor der Gebietsreform zum Landkreis Wolfratshausen)                 | Egling Deining (1978) Endlhausen (1978) Ergertshausen (1973) Moosham (1973) Neufahrn (1973) Thanning (1973) |                   | Wappen der Gemeinde Egling                     | Lage der Gemeinde Egling im Landkreis Bad Tölz-Wolfratshausen | 74,06    | 5.430     | 73         | 608  | Kirche St. Martin und Gasthaus zur Post in Egling · altes Bauernhaus in Deining, einem Ortsteil von Egling                                             |
| Eurasburg (gehörte vor der Gebietsreform zum Landkreis Wolfratshausen)              | Eurasburg Beuerberg (1978) Herrnhausen (1978)                                                               |                   | Wappen der Gemeinde Eurasburg                  | Lage der Gemeinde Eurasburg im Landkreis Bad Tölz-Wolfratshausen | 40,9     | 4.350     | 106        | 584  | Schloss Eurasburg |
| Gaißach (gehörte vor der Gebietsreform zum Landkreis Bad Tölz)                      | Gaißach |                   | Wappen der Gemeinde Gaißach                    | Lage der Gemeinde Gaißach im Landkreis Bad Tölz-Wolfratshausen | 38,55    | 3.141     | 81         | 740  | Blick auf die Gaißacher Flur |
| Geretsried (Stadt) (gehörte vor der Gebietsreform zum Landkreis Wolfratshausen)     | Geretsried Gelting (1978)                                                                                   |                   | Wappen der Stadt Geretsried                    | Lage der Stadt Geretsried im Landkreis Bad Tölz-Wolfratshausen | 24,65    | 25.623    | 1.049      | 606  | Rathaus von Geretsried |
| Greiling (gehörte vor der Gebietsreform zum Landkreis Bad Tölz)                     | Greiling | VG Reichersbeuern | Wappen der Gemeinde Greiling                   | Lage der Gemeinde Greiling im Landkreis Bad Tölz-Wolfratshausen | 7,65     | 1.453     | 190        | 706  | St. Nikolaus in Greiling |
| Icking (gehörte vor der Gebietsreform zum Landkreis Wolfratshausen)                 | Icking Dorfen (1978)                                                                                        |                   | Wappen der Gemeinde Icking                     | Lage der Gemeinde Icking im Landkreis Bad Tölz-Wolfratshausen | 16,99    | 3.732     | 220        | 666  | Kirche St. Anian im Ortsteil Irschenhausen |
| Jachenau (gehörte vor der Gebietsreform zum Landkreis Bad Tölz)                     | Jachenau |                   | Wappen der Gemeinde Jachenau                   | Lage der Gemeinde Jachenau im Landkreis Bad Tölz-Wolfratshausen | 128,93   | 787       | 6          | 790  | Jachenau – Ortsteil Dorf · Das Jachental von Ost nach West, im Mittelpunkt der Ortsteil Höfen                                                          |
| Kochel a.See (gehörte vor der Gebietsreform zum Landkreis Bad Tölz)                 | Kochel a.See                                                                                                | VG Kochel a.See   | Wappen der Gemeinde Kochel a.See               | Lage der Gemeinde Kochel a.See im Landkreis Bad Tölz-Wolfratshausen | 80,12    | 4.145     | 52         | 605  | Franz Marc Museum in Kochel am See |
| Königsdorf (gehörte vor der Gebietsreform zum Landkreis Wolfratshausen)             | Königsdorf Osterhofen Schönrain (gehörte vor der Gebietsreform zum Landkreis Bad Tölz)                      |                   | Wappen der Gemeinde Königsdorf                 | Lage der Gemeinde Königsdorf im Landkreis Bad Tölz-Wolfratshausen | 45,69    | 3.178     | 70         | 625  | Pfarrkirche Königsdorf |
| Lenggries (gehörte vor der Gebietsreform zum Landkreis Bad Tölz)                    | Lenggries                                                                                                   |                   | Wappen der Gemeinde Lenggries                  | Lage der Gemeinde Lenggries im Landkreis Bad Tölz-Wolfratshausen | 242,88   | 10.146    | 42         | 679  | Lenggries – Ortsmitte · Sylvensteinsee mit Brücke |
| Münsing (gehörte vor der Gebietsreform zum Landkreis Wolfratshausen)                | Münsing Degerndorf (1979) Holzhausen a.Starnberger See                                                      |                   | Wappen der Gemeinde Münsing                    | Lage der Gemeinde Münsing im Landkreis Bad Tölz-Wolfratshausen | 52,2     | 4.397     | 84         | 666  | Ortsansicht von Münsing · Schloss Ammerland im Ortsteil Ammerland – vom Starnberger See aus gesehen                                                    |
| Reichersbeuern (gehörte vor der Gebietsreform zum Landkreis Bad Tölz)               | Reichersbeuern                                                                                              | VG Reichersbeuern | Wappen der Gemeinde Reichersbeuern             | Lage der Gemeinde Reichersbeuern im Landkreis Bad Tölz-Wolfratshausen | 15,41    | 2.487     | 161        | 717  | Schloss Reichersbeuern |
| Sachsenkam (gehörte vor der Gebietsreform zum Landkreis Bad Tölz)                   | Sachsenkam                                                                                                  | VG Reichersbeuern | Wappen der Gemeinde Sachsenkam                 | Lage der Gemeinde Sachsenkam im Landkreis Bad Tölz-Wolfratshausen | 15,93    | 1.315     | 83         | 713  | Kloster Reutberg · Naturschutzgebiet Kirchseefilzen |
| Schlehdorf (gehörte vor der Gebietsreform zum Landkreis Weilheim i.OB.)             | Schlehdorf                                                                                                  | VG Kochel a.See   | Wappen der Gemeinde Schlehdorf                 | Lage der Gemeinde Schlehdorf im Landkreis Bad Tölz-Wolfratshausen | 25,39    | 1.319     | 52         | 609  | Kloster Schlehdorf – im Vordergrund der Kochelsee |
| Wackersberg (gehörte vor der Gebietsreform zum Landkreis Bad Tölz)                  | Wackersberg Oberfischbach (1978) Unterfischbach (1972 nach Oberfischbach)                                   |                   | Wappen der Gemeinde Wackersberg                | Lage der Gemeinde Wackersberg im Landkreis Bad Tölz-Wolfratshausen | 64,83    | 3.702     | 57         | 748  | Ortsansicht des Ortsteils Arzbach |
| Wolfratshausen (Stadt) (gehörte vor der Gebietsreform zum Landkreis Wolfratshausen) | Wolfratshausen Weidach (1978)                                                                               |                   | Wappen der Stadt Wolfratshausen                | Lage der Stadt Wolfratshausen im Landkreis Bad Tölz-Wolfratshausen | 9,13     | 19.335    | 2.136      | 577  | Blick auf die Altstadt von Wolfratshausen · Stich der Burg Wolfratshausen von Michael Wening                                                           |
| Gemeindefreie Gebiete                                                               | Pupplinger Au (3,72 km2) Wolfratshauser Forst (4,27 km2)                                                    |                   |                                                | Lage des Gemeindefreien Gebiets Pupplinger Au im Landkreis Bad Tölz-Wolfratshausen · Lage des Gemeindefreien Gebiets Wolfratshauser Forst im Landkreis Bad Tölz-Wolfratshausen | 7,99     |           |            |      | Ausblick vom Aussichtspunkt Weiße Wand bei Schlenderloh (südlich von Icking) zur Pupplinger Au im Isartal (Blick Richtung Süden) · Isar bei Ascholding |